# Whitbread Group PLC
Whitbread Group PLC (LSE: WTB) é uma empresa de alimentação, hotéis e entretenimento do Reino Unido.
O Grupo foi o primeiro patrocinador da Ocean Race, denominando Whitbread Round the World Race de 1973-74.